# Ishaq ibn Hunayn
Abū Yaʿqūb Isḥāq ibn Ḥunayn (in arabo ﺍﺑﻮ ﻳﻌﻘﻮﺏ إسحاق بن حنين‎?; Baghdad, 830 – Baghdad, 910) è stato un traduttore e matematico arabo di cultura assira.
Figlio del celebre medico di età abbaside Ḥunayn b. Isḥāq ma convertito all'Islam, aiutò il padre nelle sue ultime traduzioni e tradusse egli stesso gli Elementi di Euclide e l'Almagesto di Claudio Tolomeo. Fu anche uno dei traduttori della Metafisica di Aristotele dal greco all'arabo.